# Bulgaria all'Eurovision Song Contest 2010
La Bulgaria ha per la prima volta operato una selezione interna per scegliere il suo rappresentante: Miroslav Kostadinov, conosciuto in patria con il nome d'arte Miro, rappresenterà la Bulgaria all'Eurovision Song Contest 2010.

## Selezione della canzone
La selezione del brano è stata effettuata attraverso uno show televisivo, tenutosi il 28 febbraio, durante il quale Miro ha cantato 5 pezzi, ognuno composto in uno stile musicale diverso. Tra i 5 è stato scelto il brano "Angel si ti".
| Ord. | Canzone                                  | Testo (t) / Musica (m)                                | Televoto | Pos. |
| ---- | ---------------------------------------- | ----------------------------------------------------- | -------- | ---- |
| 1    | "Eagle"                                  | Yasen Kozev (m & t), Krum Georgiev (m & t)            | 12.47%   | 3    |
| 2    | "Moyat pogled v teb" (Моят поглед в теб) | D2 (m & t), Garo (m)                                  | 3.53%    | 5    |
| 3    | "Twist and Tango"                        | Thomas Törnholm (m), Petr Panov (t), Dane Atlerud (t) | 27.42%   | 2    |
| 4    | "Ostani" (Остани)                        | Nayden Andreev (m), Iva (t), Petrova (t)              | 8.53%    | 4    |
| 5    | "Angel si ti" (Ангел си ти)              | Miroslav Kostadinov (m), Mihail Mihailov (t)          | 48.05%   | 1    |

## All'Eurovision Song Contest

### Voto

#### Punti assegnati alla Bulgaria
| 12      | 10 | 8 | 7         | 6             |
| ------- | -- | - | --------- | ------------- |
|         |    |   | - Turchia | - Regno Unito |
| 5       | 4  | 3 | 2         | 1             |
| - Cipro |    |   |           | - Ucraina     |

#### Punti assegnati dalla Bulgaria
| Punti | Paese       |
| ----- | ----------- |
| 12    | Turchia     |
| 10    | Georgia     |
| 8     | Armenia     |
| 7     | Azerbaigian |
| 6     | Ucraina     |
| 5     | Cipro       |
| 4     | Romania     |
| 3     | Croazia     |
| 2     | Danimarca   |
| 1     | Israele     |

| Punti | Paese       |
| ----- | ----------- |
| 12    | Azerbaigian |
| 10    | Turchia     |
| 8     | Armenia     |
| 7     | Ucraina     |
| 6     | Georgia     |
| 5     | Grecia      |
| 4     | Cipro       |
| 3     | Germania    |
| 2     | Spagna      |
| 1     | Bielorussia |